# Hiéroglyphe égyptien M15

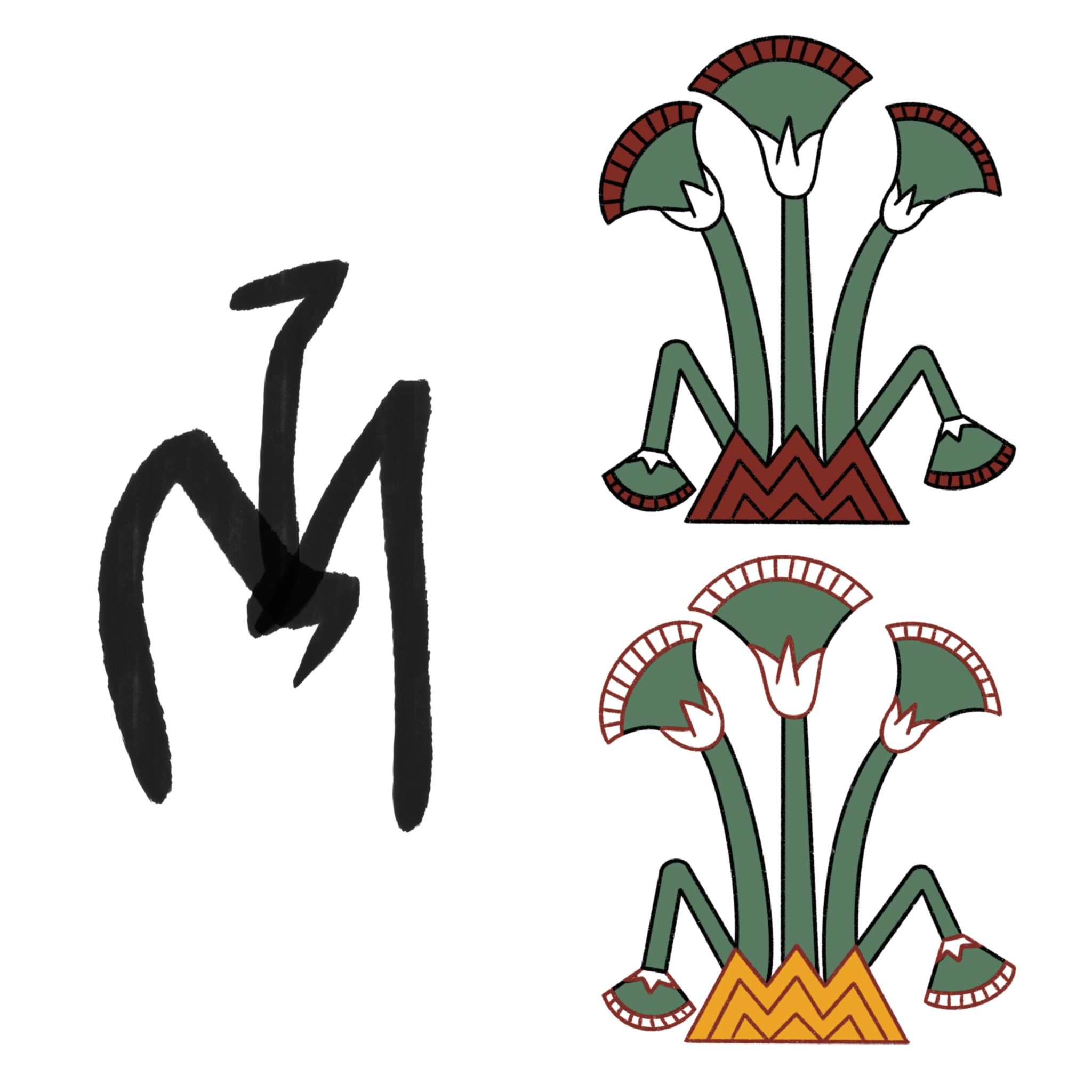
Version hiératique et hiéroglyphique

Le fourré de jeunes papyrus, en hiéroglyphes égyptiens, est classifié dans la  section M « Arbres et plantes » de la liste de Gardiner ; il y est noté M15.

## Représentation
Il représente un fourré de quatre papyrus dont deux où l'ombelle ne s'est pas encore complètement épanouie et où la tige fléchie. Les couleurs de la base et des épillets à l'extrémité des ombelles peuvent changer. Il est translittéré mḥw, tȝ-mḥw ou ȝḫ.

## Utilisation
C'est un déterminatif du champ lexical du papyrus et des régions inondées.
C'est un complément phonétique de valeur wȝḫ et ȝḫ (de racines du terme des textes des Pyramides wȝḫj :
| wA | A | x | M15 |

| wA | A | x | M15 |

| wA | A | x · y | M15 | pr |

| wA | A | x · y | M15 | pr |

| A | x | M15 |

| A | x | M15 |

| M15 | L2 | t · O49 |

| M15 | L2 | t · O49 |

Égypte (Chemmis, ville/île légendaire dans les marais près de Bouto où Isis cacha Horus après le meurtre d'Osiris) ».
| M15 | i | i | t · M2 |

| M15 | i | i | t · M2 |

| N16 · V22 | H | w | M15 |

| N16 · V22 | H | w | M15 |

| V22 | H | w | M15 |

| V22 | H | w | M15 |

| M16 |

| M16 |

## Exemples de mots
| i | d | H | w | M15 |

| i | d | H | w | M15 |

| D | i | i | t | M15 |

| D | i | i | t | M15 |

| D&t | M15 |

| D&t | M15 |